# Беспроводной модем

GSM-модем

Беспроводно́й моде́м (мо́дуль или шлюз) — это приёмопередатчик, использующий сети операторов мобильной связи для передачи и приёма информации, то есть устройство предоставляющее мобильный широкополосный доступ в Интернет. Как правило, служит для подключения к мобильным сетям ноутбуков и персональных компьютеров.

## Описание

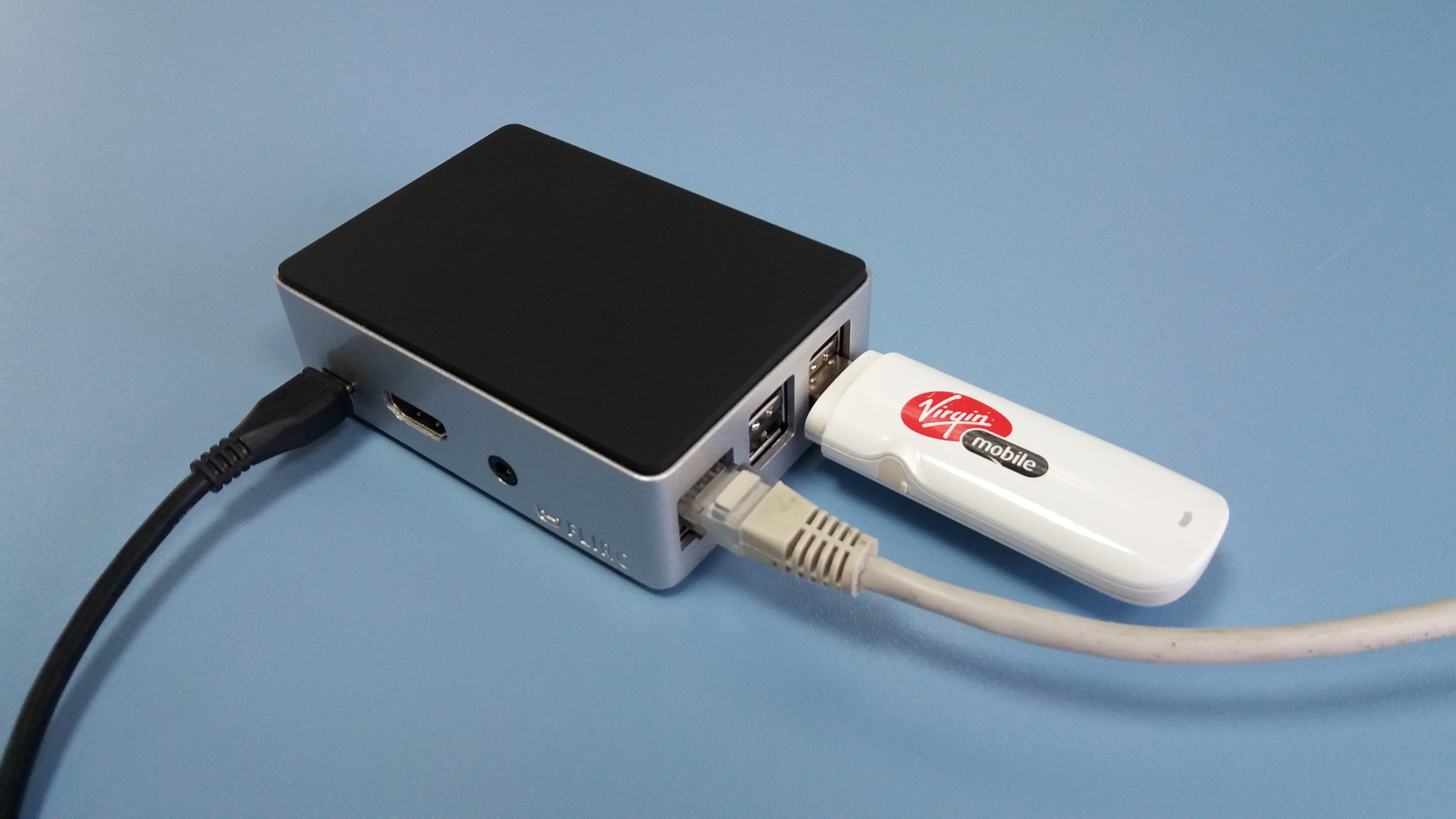
IP-PBX, построенная на Asterisk и Raspberry Pi, с подключенным GSM-модемом

Для использования сети сотовой связи в модем обычно вставляется SIM-карта. Беспроводной модем может быть интегрирован в различное телеметрическое, диспетчерское, охранное и другое оборудование. Беспроводные модемы могут использоваться вместо обычных телефонных модемов (в банкоматах, торговых автоматах, охранных системах, системах дистанционного управления, компьютерах), а также для интеграции в программно-аппаратные комплексы. В своей работе беспроводные модемы используют дополнительные устройства управления.
Некоторые типы беспроводных модемов могут работать как телефонные шлюзы для передачи голосовых, видео и текстовых данных там, где не может быть использована традиционная фиксированная линия или где дешевле использовать сотовое средство сообщения.

## Технические характеристики
Для примера технических характеристик взята популярная модель модема ZTE MF 631:
- поддержка технологий передачи данных: 3G (HSDPA, UMTS), EDGE, GPRS, GSM
- скорость приема данных в сети 3G до 7,2 Мбит/с и при отправке данных до 5,76 Мбит/с
- скорость приема данных в сетях EDGE/GPRS — до 236 килобит в секунду
- размер 74×24×10,5 мм, ротатор
- разъем для карт памяти[3] micro SD до 16 Гб
- ОС Windows XP, Windows Vista, Windows 7, Windows 8, Windows 10, mac OS, а также Linux.

Модем относится к технически сложным товарам в соответствии с п. 6 Перечня технически сложных товаров, утвержденного постановлением Правительства РФ от 10 ноября 2011 г. N 924 "Об утверждении перечня технически сложных товаров" (оборудование навигации и беспроводной связи для бытового использования, в том числе спутниковой связи, имеющее сенсорный экран и обладающее двумя и более функциями).
В соответствии с «Общероссийским классификатором продукции по видам экономической деятельности (ОКПД 2) ОК 034-2014 (КПЕС 2008)» (принят и введен в действие приказом Федерального агентства по техническому регулированию и метрологии от 31 января 2014 г. N 14-ст) модемы включены в перечень «Оборудование компьютерное, электронное и оптическое (Аппараты телефонные прочие, устройства и аппаратура для передачи и приема речи, изображений или других данных, включая оборудование коммуникационное для работы в проводных или беспроводных сетях связи (например, локальных и глобальных сетях).
Эта группировка включает:
- прочие телефонные аппараты;
- факсимильные аппараты, в том числе с автоответчиком;
- пейджеры;
- приборы связи, использующие инфракрасный сигнал (например, для удаленного контроля);
- модемы).
Таким образом, исходя из устройства модема как радиоэлектронной аппаратуры, назначения и места в классификации, модем относится к Перечню непродовольственных товаров надлежащего качества, не подлежащих возврату или обмену на аналогичный товар других размера, формы, габарита, фасона, расцветки или комплектации, поскольку является бытовой радиоэлектронной аппаратурой.
В соответствии с Перечнем непродовольственных товаров надлежащего качества, не подлежащих обмену, утвержденному постановлением Правительства РФ от 31 декабря 2020 г. N 2463 "Об утверждении Правил продажи товаров по договору розничной купли-продажи, перечня товаров длительного пользования, на которые не распространяется требование потребителя о безвозмездном предоставлении ему товара, обладающего этими же основными потребительскими свойствами, на период ремонта или замены такого товара, и перечня непродовольственных товаров надлежащего качества, не подлежащих обмену, а также о внесении изменений в некоторые акты Правительства Российской Федерации" технически сложные товары бытового назначения, на которые установлены гарантийные сроки не менее одного года не подлежат возврату и обмену.

## Преимущества[4]
- Интернет везде. Беспроводной модем используется в местах, где доступна мобильная связь, и можно подключить ноутбук либо персональный компьютер к Интернет и отправлять электронные сообщения, пересылать, получать данные и мультимедийные файлы
- большой выбор тарифов;
- простота установки;
- оплата производится так же, как и мобильная связь;
- возможность отправить SMS;
- удобное управление.

## Модели беспроводных модемов
Наиболее популярными производителями беспроводных модемов и Wi-Fi-роутеров, у мобильных операторов в России являются Huawei, ZTE, Alcatel, Quanta, и др., на чипах hiSilicon (Balong), Qualcomm (Snapdragon), MediaTek (MTK), Unisoc (до 21.06.2018 Spreadtrum), ZXIC ZX234220A1, Icera, Marvell, ASR и т. п. Модели с идентичными товарными наименованиями, выпускаемые производителями в различных сериях, и с различными частотными диапазонами, могут иметь не только незначительные конструктивные различия, и различаться объёмом флеш-памяти, но и выпускаться на различных чипах, и в таких случаях иметь различное аппаратное управление. А также различаться по наличию, либо отсутствию в устройстве асимметричной криптографической подписи Secure boot.
Например, у сотового оператора «Билайн» представлены следующие модели:
- Huawei: E150, E1550, E1800, Е3131
- ZTE: MF100, MF170, MF180, MF190, MF192, MF626, MF631

Больших различий между этими модемами нет. В основном их можно отличить друг от друга по визуальному признаку. Есть небольшие технические отличия: поддержка различных карт памяти и различие в поддержке технологий передач данных.
С 2021 г. на массовом российском рынке появляются мобильные устройства с модемами категории 5G, а также модемные модули категорий 5G, 6G, 12G, под брендами Sierra, Quectel, и др.

## GSM-терминал
GSM-терминал (модем) представляет собой беспроводной модем, который работает с GSM-сетями. GSM-терминал обеспечивает передачу данных из любой точки земного шара, охваченной GSM-сетью. Сегодня это более 80 % территорий, заселённых людьми.
GSM-терминал может быть внешним устройством или устройством карты PCMCIA (также называемые PC Card). Внешний GSM-терминал подключается к компьютеру через COM-порт, USB, Bluetooth или ИК-порт. Для реализации беспроводной связи GSM-модем так же, как и мобильный телефон, требует SIM-карту.
Так же, как и dial-up-модемы, GSM-модемы поддерживают общий набор AT-команд, но, кроме этого, они поддерживают расширенный набор AT команд. Эти дополнительные команды определены стандартом GSM, они позволяют читать, писать, удалять и отправлять SMS-сообщения, производить мониторинг сигнала и уровень заряда аккумулятора, читать, писать и искать записи телефонной книги.

### Сферы применения GSM-терминалов
- автотранспорт и мониторинг подвижных объектов. Позволяет организовать контроль передвижения транспорта предприятий и частных лиц по всем регионам и получать информацию о местонахождении физического лица;
- телеметрия: мониторинг и управление. GSM-модем используется в системе «Умный дом» — система удалённого оповещения хозяина охраняемого объекта о показаниях счётчиков воды, газа, электроэнергии, о срабатывании датчиков огня и дыма, затопления, чрезмерного охлаждения, движения, нарушении целостности стекол;
- автоматизированные системы контроля и учёта энергоресурсов (АСКУЭ). Системы энергоучёта позволяют производить учёт потребления электроэнергии и тепла на объектах жилого коммерческого и производственного назначения. Системы могут учитывать потребление энергоресурсов на уровне дома, районов, города, населённого пункта с единым диспетчерским и финансовым центрами;
- удалённая диспетчеризация в сфере телекоммуникаций, водоснабжения, нефтяной и газовой промышленности и пр. Системы диспетчеризации — это системы сбора, обработки и визуализации информации. Такие системы позволяют осуществлять централизованный контроль, управление и координацию различных процессов, происходящих на удалённых объектах, с использованием оперативной передачи информации между этими объектами и пунктом управления;
- вендинг. Использование GSM-модемов для связи и передачи данных с торговых автоматов, платёжных терминалов, кофейных и банковских автоматов;
- телемедицина. Использование GSM-модемов для адресного обмена медицинской информацией между специалистами с целью повышения качества и доступности диагностики и лечения конкретных пациентов.

### Типы GSM-терминалов
1. По используемым интерфейсам для подключения:
- USB-модемы (USB modem). Это беспроводные модемы, которые имеют интерфейс USB. В большинстве случаев питание модемов осуществляется через этот интерфейс, однако некоторые модели имеют дополнительную возможность питания от отдельного разъема. Эти беспроводные модемы предназначены как для применения в системах M2M (machine to machine) для обеспечения беспроводной связи между элементами различного рода оборудования или систем, с использованием технологий EDGE и GPRS, так и для организации мобильного доступа в Интернет, с использованием технологий GPRS, EDGE и 3.5G.
- RS-232-терминалы. У этого класса оборудования для передачи данных имеется интерфейс RS-232 и вход питания. Данные модемы используются в системах M2M для обеспечения беспроводной связи между элементами различного рода оборудования или систем. Для организации мобильного доступа в Интернет такие модемы не используются.
- PCMCIA-модемы. Эти модемы предназначены для организации мобильного доступа в Интернет, используются для подключения к компьютеру или ноутбуку, имеющему PCMCIA слот (PCMCIA Type II PC Card). Все PCMCIA-модемы используют технологию EDGE.
- Express Card-модемы. Данные модемы предназначены для организации мобильного доступа в Интернет, используются с любыми современными ноутбуками, имеющими слот ExpressCard 34mm или ExpressCard 54mm. Все Exspress Card-модемы используют технологию EDGE.

2. По технологии сотовой связи:
- GPRS-терминалы (модемы). Позволяют использовать технологию GSM в устройствах, не требовательных к объему передаваемой информации. Обычно подобные терминалы применяются в системах M2M для обеспечения беспроводной связи между элементами различного рода оборудования.
- EDGE-терминалы (модемы). Данные модемы используют более высокоскоростные протоколы беспроводной передачи данных, что позволяет применять их для доступа в Интернет или для организации беспроводной связи между элементами систем M2M, требующих передачи больших объемов данных.
- 3G-модемы (UMTS-модемы) и 3.5G-модемы (HSDPA-модем). Подобные устройства используют более высокоскоростные протоколы беспроводной передачи данных: UMTS и HSDPA.
- 4G-модемы. Данные устройства поддерживают 4G-технологии (WiMAX, LTE), которые как минимум в 2 раза (а современные модификации уже в 5—10 раз) превосходят по скорости 3G-технологии. Технологии, относящиеся к поколению 4G, должны обеспечивать скорость передачи данных на уровне до 100—150 Мбит/сек — для мобильных абонентов, и до 1 Гбит/сек — для стационарных абонентов.